# Aurora zur ehernen Kette
 Aurora zur ehernen Kette – powstała w 1815 loża wolnomularska, której siedziba mieściła się w Reichenbach (obecnie Dzierżoniów) na Śląsku.
Posiedzenie założycielskie odbyło się dnia 13 listopada 1815,  a 1 grudnia 1815 Wielka Loża „Royal York zur Freundschaft” wydała „Aurorze” patent założycielski. Pierwszym przewodniczącym loży został radca prawny Carl Hoffmann kierujący pracami w latach 1816–20. W 1839 w wydawnictwie Augusta E. Pape ukazał się śpiewnik lożowy zatytułowany Neue Auswahl von Gesängen für die Loge Aurora zur ehernen Kette in Reichenbach (Nowy wybór śpiewów dla loży «Aurora zur ehernen Kette» w Reichenbach), Po dojściu hitlerowców do władzy loża została zlikwidowana 16 lipca 1935.